# Danh sách máy bay sản xuất với số lượng lớn
Đây là danh sách máy bay với tổng số được sản xuất lớn hơn 5.000 chiếc.

## Máy bay sản xuất với số lượng lớn hơn 10.000 chiếc
| Tên                     | Số lượng sản xuất | Quốc gia                      | Chú thích                                                            |
| ----------------------- | ----------------- | ----------------------------- | -------------------------------------------------------------------- |
| Cessna 172              | 43.000+           | Hoa Kỳ                        | Còn trong sản xuất                                                   |
| Ilyushin Il-2           | 36.183            | Liên Xô                       | Máy bay chiến đấu được sản xuất nhiều nhất                           |
| Messerschmitt Bf 109    | 34.000            | Đức Quốc xã                   | Máy bay tiêm kích được sản xuất nhiều nhất                           |
| Polikarpov Po-2         | 33.000+           | Liên Xô                       | Sản xuất từ 1929-1959                                                |
| Cessna 182              | 25.000+           | Hoa Kỳ                        |                                                                      |
| Supermarine Spitfire    | 24.351            | Anh                           |                                                                      |
| Cessna 150              | 23.954            | Hoa Kỳ                        |                                                                      |
| Focke-Wulf Fw 190       | 20.000+           | Đức Quốc xã                   |                                                                      |
| Piper J-3               | 19.073            | Hoa Kỳ                        |                                                                      |
| B-24 Liberator          | 18.482            | Hoa Kỳ                        | Máy bay ném bom được chế tạo nhiều nhất                              |
| / Antonov An-2          | 18.000            | Liên Xô, Trung Quốc và Ba Lan | Việc sản xuất vẫn được phát triển ở Trung Quốc                       |
| Beechcraft Bonanza      | 17.200            | Hoa Kỳ                        | Còn trong sản xuất                                                   |
| Mil Mi-8                | 17.000            | Liên Xô                       | Trực thăng sản xuất nhiều nhất. Còn trong sản xuất                   |
| Yakovlev Yak-9          | 16.769            | Liên Xô                       |                                                                      |
| P-51 Mustang            | 15.875            | Hoa Kỳ                        |                                                                      |
| P-47 Thunderbolt        | 15.686            | Hoa Kỳ                        |                                                                      |
| T-6 Texan               | 15.495            | Hoa Kỳ                        |                                                                      |
| Junkers Ju 88           | 15.000            | Đức Quốc xã                   |                                                                      |
| Messerschmitt Bf 110    | 15.000            | Đức Quốc xã                   |                                                                      |
| Hawker Hurricane        | 14.000            | Anh                           |                                                                      |
| Curtiss P-40            | 13.738            | Hoa Kỳ                        |                                                                      |
| Douglas DC-3            | 13.140            | Hoa Kỳ                        | Cũng được sản xuất ở Nhật và Liên Xô                                 |
| Chotia Weedhooper       | 13.000            | Hoa Kỳ                        |                                                                      |
| B-17 Flying Fortress    | 12.731            | Hoa Kỳ                        |                                                                      |
| F4U Corsair             | 12.571            | Hoa Kỳ                        |                                                                      |
| F6F Hellcat             | 12.275            | Hoa Kỳ                        |                                                                      |
| Mikoyan-Gurevich MiG-15 | 12.000            | Liên Xô                       | Máy bay phản lực được chế tạo nhiều nhất                             |
| Vickers Wellington      | 11.461            | Anh                           |                                                                      |
| Petlyakov Pe-2          | 11.427            | Liên Xô                       |                                                                      |
| Avro Anson              | 11.029            | Anh                           |                                                                      |
| Mikoyan-Gurevich MiG-21 | 11.000+           | Liên Xô                       | Máy bay chiến đấu siêu âm được sản xuất nhiều nhất                   |
| A6M Zero                | 11.000            | Nhật Bản                      |                                                                      |
| UH-1 Iroquois           | 10.392            | Hoa Kỳ                        | Trực thăng được sản xuất ở Phương Tây nhiều nhất. Còn trong sản xuất |
| Mikoyan-Gurevich MiG-17 | 10.000            | Liên Xô                       |                                                                      |

## Máy báy sản xuất với số lượng 5.000-10.000 chiếc
| Tên                     | Số lượng sản xuất | Quốc gia        | Chú thích                                                                   |
| ----------------------- | ----------------- | --------------- | --------------------------------------------------------------------------- |
| B-25 Mitchell           | 9.984             | Hoa Kỳ          |                                                                             |
| P-38 Lightning          | 9.942             | Hoa Kỳ          |                                                                             |
| Lavochkin La-5          | 9.920             | Liên Xô         |                                                                             |
| F-86 Sabre/FJ Fury      | 9.860             | Hoa Kỳ          |                                                                             |
| Avenger                 | 9.837             | Hoa Kỳ          |                                                                             |
| P-39 Airacobra          | 9.584             | Hoa Kỳ          |                                                                             |
| Polikarpov I-16         | 9.450             | Liên Xô         |                                                                             |
| Piper PA-18             | 9.000             | Hoa Kỳ          |                                                                             |
| Beechcraft Model 18     | 9.000             | Hoa Kỳ          |                                                                             |
| Yakovlev Yak-18         | 9.000             | Liên Xô         |                                                                             |
| Yakovlev Yak-1          | 8.720             | Liên Xô         |                                                                             |
| Mikoyan-Gurevich MiG-19 | 8.500             | Liên Xô         |                                                                             |
| SPAD S.XIII             | 8.472             | Pháp            |                                                                             |
| Bell 206 Jetranger      | 8.460             | Hoa Kỳ          |                                                                             |
| Avro 504                | 8.340             | Anh             |                                                                             |
| Cessna 206              | 7.783             | Hoa Kỳ          |                                                                             |
| de Havilland Mosquito   | 7.781             | Anh             |                                                                             |
| F4F Wildcat             | 7.722             | Hoa Kỳ          |                                                                             |
| Cessna 152              | 7.584             | Hoa Kỳ          |                                                                             |
| F-84 Thunderjet         | 7.524             | Hoa Kỳ          |                                                                             |
| Douglas DB-7            | 7.478             | Hoa Kỳ          |                                                                             |
| Avro Lancaster          | 7.377             | Anh             |                                                                             |
| Heinkel He 111          | 7.300             | Đức Quốc xã     |                                                                             |
| / Mil Mi-2              | 7.200             | Liên Xô, Ba Lan |                                                                             |
| de Havilland Tiger Moth | 7.105             | Anh             |                                                                             |
| Cessna 140              | 7.000+            | Hoa Kỳ          |                                                                             |
| Curtiss JN-4            | 6.813             | Hoa Kỳ          |                                                                             |
| Tupolev SB              | 6.656             | Liên Xô         |                                                                             |
| Polikarpov I-15         | 6.519             | Liên Xô         |                                                                             |
| Yakovlev Yak-7          | 6.399             | Liên Xô         |                                                                             |
| LaGG-3                  | 6.258             | Liên Xô         |                                                                             |
| Ilyushin Il-10          | 6.226             | Liên Xô         |                                                                             |
| Cessna 180              | 6.193             | Hoa Kỳ          |                                                                             |
| Handley Page Halifax    | 6.176             | Anh             |                                                                             |
| Beechcraft King Air     | 6.000             | Hoa Kỳ          |                                                                             |
| Sopwith 1½ Strutter     | 6.000             | Anh             |                                                                             |
| Junkers Ju 87           | 6.000             | Đức Quốc xã     |                                                                             |
| Bristol Beaufighter     | 5.928             | Anh             |                                                                             |
| Nakajima Ki-43          | 5.919             | Nhật Bản        |                                                                             |
| Lavochkin La-7          | 5.753             | Liên Xô         |                                                                             |
| Sopwith Camel           | 5.500             | Anh             |                                                                             |
| Breguet 14              | 5.500             | Pháp            |                                                                             |
| Yokosuka K5Y            | 5.500             | Nhật Bản        |                                                                             |
| Boeing 737              | 5.493             | Hoa Kỳ          | Máy bay phản lực dân dụng được sản xuất nhiều nhất. Vẫn đang được sản xuất. |
| Cessna AT-17            | 5.422             | Hoa Kỳ          |                                                                             |
| Bristol F.2 Fighter     | 5.329             | Anh             |                                                                             |
| B-26 Marauder           | 5.288             | Hoa Kỳ          |                                                                             |
| S.E.5                   | 5.205             | Anh             |                                                                             |
| Ilyushin Il-4           | 5.200             | Liên Xô         |                                                                             |
| F-4 Phantom II          | 5.195             | Hoa Kỳ          |                                                                             |
| Mikoyan-Gurevich MiG-23 | 5.047             | Liên Xô         |                                                                             |
| Cessna 170              | 5.000+            | Hoa Kỳ          |                                                                             |
| Yakovlev Yak-12         | 5.000             | Liên Xô         |                                                                             |